# Neno Dodoja
Neno Dodoja (1962. − 5. veljače 2020.), hrvatski inovator iz Dugopolja, o zanimanju diplomirani inženjer elektrotehnike. Radni vijek u struci većinom je proveo u Brodosplitu. U Brodosplitu je radio 16 godina nakon čega je dao otkaz da bi se u potpunosti mogao baviti inovacijama. Imao je zdravstvenih problema s kraljenicom. Razvio je široku lepezu proizvoda namijenjenih za održavanje lokomotornog sustava ljudskog tijela.Poznat je po tome što je osmislio inovativni sustav tjelovježbe za osobe s invaliditetom.